# Rogalki
Rogalki [pronunciación en polaco: /rɔˈɡalki/] es un pueblo ubicado en el distrito administrativo de Gmina Topólka, dentro del Distrito de Radziejów, Voivodato de Cuyavia y Pomerania, en el norte de Polonia central. Se encuentra aproximadamente a 4 kilómetros al noroeste de Topólka, a 16 kilómetros al sureste de Radziejów, y a 57 kilómetros al sur de Toruń.
El pueblo tiene una población de 30 habitantes.